# Ahiri
Ahiri fou un zamindari situat a la part sud del districte de Chanda a les Províncies Centrals. La seva superfície era de 6.920 km² i el formaven 309 pobles. La població era de 25.896 habitants el 1881.
Destacava per la seva selva amb valuoses arbres; dues àrees —Bemaran i Mirkallu— van ser incorporades pel govern britànic i separades del zamindari. Els habitants eren gonds tribals i es parlava el gondi i el telugu. El zamindar era el primer en rang entre els zamindars de Chanda, i estava relacionat amb els antics reis de Gondwâna.